# Antuzede
Antuzede est une ancienne paroisse civile portugaise (en portugais : freguesia) de la municipalité de Coimbra dans le district du même nom.
La loi no 11-A/2013 du 28 janvier 2013, portant réorganisation administrative du territoire des freguesias, fusionne Antuzede avec la paroisse voisine de Vil de Matos pour former l’União das freguesias de Antuzede e Vil de Matos (dont le siège est à Antuzede).